# Miller's Crossing
Miller's Crossing er en amerikansk gangsterfilm fra 1990 instrueret, produceret og skrevet af Joel og Ethan Coen. Filmen har bl.a. Gabriel Byrne, John Turturro og Albert Finney på rollelisten.

## Medvirkende
- Gabriel Byrne
- Albert Finney
- Marcia Gay Harden
- John Turturro
- Jon Polito
- Steve Buscemi
- J. E. Freeman

## Ekstern henvisning
- Miller's Crossing på Internet Movie Database (engelsk)
- Miller's Crossing på Filmdatabasen
- Miller's Crossing på Scope
- Miller's Crossing i Svensk Filmdatabas (svensk)
- Miller's Crossing på AlloCiné (fransk)
- Miller's Crossing på MovieMeter (nederlandsk)
- Miller's Crossing på AllMovie (engelsk)
- Miller's Crossing hos American Film Institute (engelsk)
- Miller's Crossings profil hos Encyclopædia Britannica Online (engelsk)
- Miller's Crossing på Turner Classic Movies (engelsk)